# Elisabeth Schachinger
Elisabeth Schachinger, geboren Manz (* 9. Juni 1909 in Ellwangen; † 25. Dezember 1998), war eine deutsche Malerin, Illustratorin und Metallbildnerin. 

## Leben
Sie stammte aus einer Kaufmannsfamilie mit acht Kindern. Ihre jüngeren Brüder Bernhard Manz (1917–1983) und Ludwig Manz (1920–1990) waren auch Bildende Künstler. 
Nach einer musikalischen Ausbildung besuchte Elisabeth Manz von 1933 bis 1936 die Akademie für angewandte Kunst München, wo sie unter anderem eine Schülerin von Fritz Skell, Richard Klein und Fritz Helmuth Ehmcke war. Zudem wurde sie von Bernhard Bleeker gefördert. Zu ihrem Werk gehören zunächst überwiegend Bilder in Metalltreibarbeit aus Messing, Kupfer und Silber. 
1938 heiratete sie den Maler Walter Schachinger (1883–1962). Ab 1943 lebten sie in Eicherloh, bis sie 1958 nach München zurückkehrten. Nach dem Tod ihres Ehemanns wandte sich Elisabeth Schachinger verstärkt der Malerei und Illustration zu. Sie illustrierte Märchen, Lieder und Gedichte. Von 1972 bis 1985 war sie die Illustratorin eines jährlich erscheinenden Kinder-Lieder-Kalenders des F. A. Ackermann-Verlags. 
1998 verstarb Elisabeth Schachinger im Alter von 89 Jahren. Zu ihren Kindern gehört die Keramikerin und Malerin Rosemarie Schachinger (* 1935).

## Ausstellungen (Auswahl)
- 1954: Städtisches Verkehrsamt Ellwangen (Sonderausstellung)
- 1994: Schlossmuseum Ellwangen
- 2008: Palais Adelmann, Ellwangen (zusammen mit Bernhard Manz und Ludwig Manz)
- 2017: Foyer des Rathauses Neresheim[1]

## Illustrationen zu Kinder- und Jugendbüchern
- Der gestiefelte Kater. Nach Charles Perrault erzählt von Walter Scherf. Carl Loewes-Verlag, Bayreuth [1971]
- Kinderlieder international. Lieder aus Bolivien, Frankreich, Israel, Italien, Deutschland, Luxemburg, England, Spanien, USA. 1975 / 1979
- Miriklo. Nach einer Erzählung aus dem Buch Die Zigeunerprinzessin. Hrsg.: Tibor Bartos. Parabel-Verlag, München 1975, ISBN 3-7898-0986-1
- mit Sabine Corso und Anja Güthoff: Der Wunschvogel oder der schönste aller Wünsche. [Medienkombination], [S. Corso], Augsburg 2000, ISBN 3-00-007074-5